# Oscar Valdambrini
Oscar Valdambrini (Turín, 11 de mayo de 1924 – Roma, 26 de diciembre de 1997) fue un trompetista y fliscornista italiano y uno de los máximos exponentes del jazz italiano.

## Biografía
Hijo de Agostino Valdambrini, violinista de jazz, y uno de los pioneros de este tipo de música en Italia, y primer violín de la Orquesta Sinfónica de la Rai de Turín, Oscar Valdambrini nació precisamente en esta ciudad saboyana en 1924. En 1941 hizo su debut en una big band turinesa y desde el 1954 comienza una larga colaboración con el saxofonista Gianni Basso que dará vida a uno de los grupos más prolíficos del jazz italiano: en primer lugar con el nombre de "Sexteto Italiano" y posteriormente con el de "Basso-Valdambrini Quintet". Se hizo muy amigo de Chet Baker en los años 1960, periodo en el que obtuvo sus mayores éxitos. En 1967 Duke Ellington le llama a su orquesta en algunos conciertos por Italia.
Ha collaborado con la Duke Ellington Orchestra, con Chet Baker, Dino Piana, Attilio Donadio, Gianni Cazzola, Piero Umiliani, Ennio Morricone, Pino Presti, Glauco Masetti, Renato Sellani, Giampiero Boneschi etc.